# Guerre d'indépendance de Zeon
 (décembre 2024).
 (décembre 2024).
- Si vous ne connaissez pas le sujet, laissez ce bandeau (vous pouvez alors contacter les auteurs).
- Si vous supprimez le contenu mis en cause (vous pouvez préalablement contacter les auteurs),

argumentez précisément cette suppression dans la page de discussion
(un manque de référence n'est pas un argument ; une recherche réelle de référence doit avoir été effectuée, être formellement documentée).
La guerre d'indépendance de Zeon ou « guerre d'un an » (qualificatif utilisé a posteriori en raison de la durée des combats) est un conflit armé dans le monde fictif de Mobile Suit Gundam. Elle voit s'opposer les Terriens sous la bannière de la Fédération (gouvernement fédéral de la Terre) aux forces indépendantistes du duché de Zeon (les colons de Side-3). Elle peut être considérée comme une troisième guerre mondiale à l'échelle spatiale (les combats se déroulant aussi bien dans l'espace que sur Terre). Elle se déroule entre le 2 janvier et le 31 décembre UC0079 et se conclut par un armistice entre les deux protagonistes, armistice très nettement à l'avantage des forces fédérales.

## L'origine du conflit

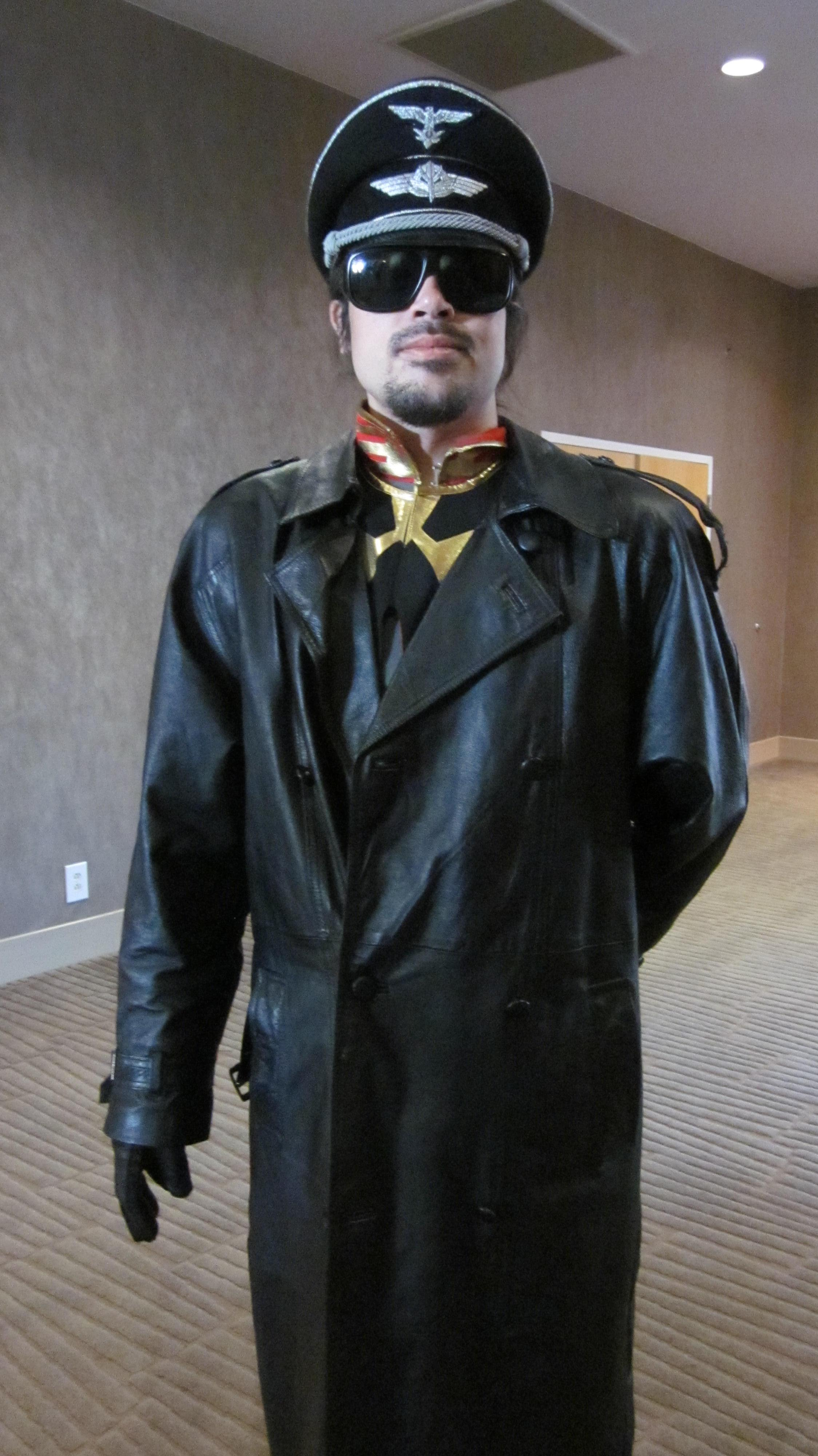
Uniforme d'un officier de Zeon lors d'une convention en 2010.

Le siècle universel voit l'avènement d'une super-puissance terrienne incarnée par la Fédération, représentant la majeure partie des pays du globe sous un seul drapeau. Au cours des premières années, un programme de lutte contre la surpopulation est mis au point afin de trouver où loger les 9 milliards de Terriens. Un vaste plan de colonisation spatiale voit ainsi le jour. Après un demi-siècle d'exode spatial, les colonies forment une civilisation indépendante de la Terre mais soumise à la bannière fédérale. Le nationalisme émerge alors sous différentes formes et la plus forte est incarnée par le mouvement « Contoliste » de la colonie Side-3. Le leader du Contolisme, Zeon zum Daikun, meurt avec son espoir d'une indépendance vis-à-vis de la Terre. Cependant, l'idée est reprise par ses partisans qui proclament Side-3 duché de Zeon et font ainsi un pied de nez à la Terre. Les tensions vont crescendo jusqu'en UC0078 où le duché, alors peuplé de 150 millions d'habitants, se proclame indépendant et décide d'attaquer la Terre en s'étant, au préalable, puissamment armé.

## L'opération British
La guerre d'une semaine est la première phase de la guerre et est sans doute la partie la plus meurtrière du conflit et de l'histoire de l'humanité ! Elle se déroule entre le 2 janvier UC0079 et le 8 janvier de la même année. Elle consiste en une première phase d'attaques-éclair contre plusieurs colonies, dont Side-2, par les forces de Zeon. La station Island Ifish est gazée afin que la population ne pose pas de problème, puis détournée vers la Terre. Les forces fédérales qui tenteront d'intervenir le 8 janvier seront balayées par la nouvelle arme spatiale de Side-3 : le Mobile suit. Le 10 janvier, la station détournée entre en collision avec la Terre, rayant Sydney, en Australie, de la carte ! Cependant, l'opération qui visait à détruire le QG de la Fédération en Amazonie en faisant s'écraser la station dessus, est un échec.

## La bataille de Loum
Afin d'arriver à la conclusion rapide de la guerre, Zeon décide de projeter une autre station spatiale sur Terre, et c'est Loum sur Side-5 qui est visée. Les forces fédérales arrivent le 15 janvier sur place et s'ensuit une bataille de 11 jours qui ravagera la colonie, handicapera grandement la Fédération (elle subit de lourdes pertes matérielles et voit le général Revil capturé) et blessera encore plus profondément Zeon qui perdra grand nombre de ses vétérans (offrant ainsi l'avantage sur le long terme à l'ennemi).
Au cours de cette bataille, un grand nombre de héros se révéleront dans chacun des camps, dont le plus célèbre est le lieutenant Char Aznable, « la comète rouge » en raison de la couleur de son Mobile Suit, qui détruira 5 croiseurs à lui seul.

## La paix ratée et l'invasion de la Terre
S'ensuit un cessez-le-feu demandé par les deux camps pour trouver une issue pacifique. La rencontre a lieu en Antarctique, zone neutre et des accords sont trouvés mais la réapparition mystérieuse du général Revil et son discours virulent à l'encontre de Zeon font capoter l'accord qui se transforme en traité de guerre (qui déclare neutre Side-6, interdit l'utilisation des armes de destruction massives comme les ogives nucléaires ou le « colony drop », permet le transport de tritérium, etc.).
À la suite de cet accord, le conflit reprend de manière moins meurtrière (la moitié des onze milliards d'êtres humains ayant péri). Très vite, des unités d'invasion sont lancées sur terre par Zeon qui fait tomber, durant le mois de février, Paris, Washington, D.C. et une grande partie de l'Asie et de l'Afrique. Les bases spatiales fédérales sont vaincues, à l'exception du satellite Luna-2, dernière place forte terrienne. La base minière d'Odessa tombe également entre les mains du Duché qui commence à développer des unités terrestres de première qualité afin de pouvoir affronter les dernières résistances fédérales. Cependant, aucun des deux camps n'arrive à prendre l'avantage et le conflit s'enlise dans un statu quo, au profit de la Fédération qui dispose d'un réservoir humain inépuisable.

## Le tournant de la guerre
En Mars, le projet Victory est lancé au profit de la Terre, qui ambitionne la construction de Mobile Suits disposant d'un blindage de nouvelle génération et d'un canon à plasma.
Le projet atteint son point culminant en septembre et les MS construits sont acheminés vers Side-7 dans le nouveau croiseur-transporteur de Mobile Suits, le « White Base ».
Là, l'équipage est attaqué par le commandant Char Aznable mais l'intervention du RX-78-2 « Gundam » dans la bataille entraîne le repli de l'unité de la comète rouge. Le Gundam va bouleverser la guerre sur bien des points, en effet, le « démon blanc » possède une force de frappe hors du commun entraînant une peur croissante chez l'ennemi, il est à l'origine du RGM-79, MS fantassin qui sera produit en énorme quantité dans les rangs terriens et offrira de quoi lutter contre les « Zaku » de Zeon et enfin, le pilote du MS expérimental, le jeune Amuro Ray, grâce à son talent de pilote, entraînera la légende du New-type, évolution de l'espèce humaine imaginée par Zeon Daikun, dans les rangs fédéraux, alors qu'il était cantonné à la seule propagande de Zeon, qui en faisait le cheval de bataille de son idéologie contoliste.
Le 4 octobre, le White Base, revenu sur terre, engage le combat avec Garma Zabi, fils du duc Zabi, en Amérique et élimine ce dernier. Deux jours plus tard, Gihren Zabi, fils aîné de la famille, proclame dans un discours enflammé la poursuite des hostilités et fait de son frère un martyr de la guerre.
Le 5 novembre, la Fédération engage l'opération Odessa qui vise à reprendre la base perdue. Le 9 novembre, la bataille se termine par la victoire de la Fédération mais l'utilisation d'une ogive nucléaire par le commandant Ma Kube entache la victoire terrienne. De plus les forces de Zeon ont pu se retirer d'Odessa après avoir envoyé une quantité très importante de ressources à l'amirale Kycilia Zabi, suffisamment pour que Zeon puisse poursuivre le conflit au moins dix ans selon Ma Kube.
Ensuite commence l'opération Star One, qui consiste à nettoyer l'espace des forces de Zeon. Pour ce faire, des milliers de RGM sont envoyés vers la base de Solomon afin de faire tomber cette place forte. Au même moment, l'Asie est libérée et les grandes villes du monde redeviennent fédérales, seule l'Afrique restant majoritairement pro-Zeon.
Le 25 décembre, la base de Solomon tombe sous le feu des MS fédéraux et de l'arme secrète de la terre : le Solar système. Dozel Zabi est éliminé après s'être remarquablement défendu.
La Fédération décide alors de lancer une attaque sur l'une des deux dernières défenses du duché : A Baoa Qu. Le 30 décembre, une tentative de pourparlers est organisée entre le duc Degwin Zabi et le général Revil mais les deux hommes ainsi qu'une partie de l'armada fédérale sont anéanties par la dernière arme de Zeon, une « colony laser », sorte d'énorme canon solaire.
La bataille d'A Baoa Qu est lancée le 31 décembre, elle oppose les dernières forces des deux armées et s'achève par une victoire terrienne, la mort de Gihren et Kycillia Zabi, derniers membres de la dynastie et la reddition des forces de Side-3. Le duché de Zeon est remplacé par la nouvelle République de Zeon et l'armistice entre les deux nations est signé le 14 janvier de l'an 0080 U.C. Malgré la fin des combats, de nombreux mouvements de résistance persisteront sur Terre et dans l'espace où différentes unités et flottes de Zeon, rescapées d'A Baoa Qu ou réfugiées dans la forteresse spatiale Axis, resteront une menace pour les forces de la Fédération jusqu'en 0083, année durant laquelle aura lieu le Conflit Delaz, premier conflit opposant la Fédération aux rescapés de Zeon.

## Sources
- MS Era (databook/artbook)
- Gundam (séries UC)